# 青池保子
青池保子（日语：／ Aoike Yasuko，1948年7月24日—）是日本漫畫家，於日本山口縣下關市出身。24年組之一，代表作有《浪漫英雄》。

## 簡歷
由於雙親從事建築產業，在充滿做體力活的男人們的環境下長大，因此影響了日後作品中男性角色的畫法。
1963年，15歲時在《Ribon》的正月增刊號以〈さよならナネット〉出道。
在雜誌《少女フレンド》上活躍之後，1976年在《月刊Princess》（秋田書店）上開始連載《夏娃之子》做為契機，創作出許多具有魅力、和一般傳統的少女漫畫範疇題材差距甚大的作品。
特別是在1976年開始的《浪漫英雄》，原是以藝術品大盜的伯爵與三名超能力者為主角的大亂鬥喜劇故事，但在第二話登場的NATO情報部少佐因為有著極其強烈的個性，於是超能力三人組被強制消失，此作便成為伯爵與少佐作為主軸、嚴肅但不失詼諧的諜報漫畫作品。
在此之後青池的作品幾乎都是以男人間的戰鬥為基礎。
此外，《浪漫英雄》番外篇的《諜報員Z》、以中世紀為舞台的《阿爾卡薩爾-王城-》、《聖母的烙印》等，對於歷史背景的考察及精緻的描寫受到好評。作品不僅在少女刊物上連載，也曾在少年刊物上連載。
1991年，《阿爾卡薩爾-王城-》得到了第20回日本漫畫家協會獎的優秀獎。
在《浪漫英雄》的成功之後，與作品中的主角耶貝魯巴哈少佐同名的小鎮：德國的Eberbach鎮，因為少佐而拜訪此地的日本的觀光客遽增，青池還因此得到了政府頒發的名譽獎及象徵當地的野豬雕像（Eberbach的Eber是德語的野豬，bach則是小河）。在還沒有用「聖地巡禮」這詞彙形容粉絲尋訪作品舞台的八零年代，造成最早聖地巡禮風潮的角色就是耶貝魯巴哈少佐，由此可知當時作品的熱門程度。
2007年，作品《七海鷹豪》與《七海星空》由齋藤吉正改編腳本、寶塚歌劇團星組音樂劇化(主演：安蘭けい、遠野あすか），於寶塚大劇場/東京寶塚劇場上演。2020年仍然由星組於梅田藝術劇場再演（主演：礼真琴、舞空瞳）。
2007年，中斷了十年的連載作品《阿爾卡薩爾-王城-》，於《Princess GOLD》上刊載完結篇。2014年，由中村曉改編為音樂劇，於寶塚歌劇團的小劇場BOW HALL上演（主演：十碧れいや、麻央侑希）。
2016年、在《Princess GOLD》1月號開始連載在《聖母的烙印》中活躍的奧圖弟兄在成為修道士前的故事《科隆市警奧圖(ケルン市警オド)》。
2018年、由於《Princess GOLD》不再發行紙本採用電子書籍出版、《科隆市警奧圖》移籍至《Mystery Bonita》連載。

## 主要作品
- 夏娃之子（1976～1979）

英國的美青年三人組被捲入異世界，與古今中外的名人們之間發生的無俚頭歡樂大亂鬥作品。
- IVY NAVY（1978）

描述一個小島國因開採石油而致富，便用剩餘金錢購買最先進技術跟裝備，致力於世界和平的國王的短篇故事。
- 浪漫英雄（1977～2012，未完）

由於一樁事件而結識的英國藝術品大盜「怪盜浪漫英雄」與NATO德國情報部少佐「鐵血克勞斯」之間奇妙的關係為中心的諜報故事。冷戰結束後休載數年後再度連載。因為嚴肅及搞笑交織的風格而廣受歡迎。目前因世界情勢變化等問題，雖然沒有正式完結但也未有新作。
- 七海星空（1977）

大航海時代為舞台，海賊雷德船長（葛羅利亞伯爵的祖先）與野心家泰利安‧帕西蒙（耶貝魯巴哈少佐的祖先）之間的鬥爭為主軸。與『浪漫英雄』同為決定之後青池作品方向的作品。
- 七海鷹豪（1977～1978）

在《七海星空》中以反派角色登場的泰利安做為主角的、描寫他前半生的故事。
- 魔彈射手（1982）

耶貝魯巴哈少佐的獨立短篇，十分嚴肅正經的諜報作品。
- 諜報員Z（1979～1999）

《浪漫英雄》外傳作品。透過耶貝魯巴哈少佐的菜鳥部下Z的眼光，描寫情報員們的孤獨及痛苦的中篇短篇集。
- 薩拉丁之日（1987）

描寫活躍於十字軍活動的修道士3人組。
- 特拉法加海戰（1979）

以英法兩國兩國相爭為出發點，在時代背景下被命運擺弄的海軍男兒的故事。本作與寶塚歌劇團2010年宙組同名公演故事無直接關係，但青池保子因本作及七海鷹豪音樂劇化時的關係，有提供相關歷史資料予腳本家齋藤吉正。
- 阿爾卡薩爾-王城-（1984～2008）

描寫14世紀的卡斯蒂利亚王国實際存在的國王，「残酷王」佩德羅一世的生涯為主的大作。
- 緋色的誘惑（1993～1994）

否認有超自然現象的青年醫師與女靈能力者之間，交織著鬧劇的奇妙愛情故事。少數以現代日本為舞台的作品之一。
- 風箏騎士（1996）

描寫身為歐洲小國觀光局長主角的神祕歷史。
- 聖母的烙印（1991～2015）

中世紀的德國修道院為舞台的中篇集。
- 科隆市警奧圖（2016～）

描寫聖母的烙印主角ファルコ修道院的前輩オド在成為修道士前、在科隆擔任治安官時代的作品。調性跟聖母的烙印相近，但是更接近懸疑推理風格。
（王城、聖母的烙印、科隆市警奧圖為同一時間軸的中世紀三部作）

## 助手
- 高生浩子
- 黒葉鉄[1]

## 外部連結
- 青池保子公式ホームページ ～LAND HAUS～ （页面存档备份，存于）
- エーベルバッハ少佐親衛隊Sachlichkeit，存于